# Atlético Clube Corintians
L'Atlético Clube Corintians, noto anche semplicemente come Corintians, è una società calcistica brasiliana con sede nella città di Caicó, nello stato del Rio Grande do Norte.

## Storia
Il club è stato fondato nel 1963 come Associação Desportiva Corintians.
Nel 1968, è stato fondato l'Atlético Clube Corintians, dopo la fusione tra l'Associação Desportiva Corintians e l'Atlético Clube de Caicó.
Nel 1995, il Corintians ha partecipato al Campeonato Brasileiro Série C, dove è stato eliminato alla prima fase.
Il club ha vinto il Campionato Potiguar nel 2001. Nello stesso anno, il Corintians ha partecipato al Campeonato Brasileiro Série C, dove è stato eliminato alla prima fase, finendo al terzo posto nel proprio gruppo.
Nel 2002 e nel 2003, il club ha partecipato alla Coppa del Brasile. Nel 2002, il club è stato eliminato al primo turno dal Bahia, e nel 2003, dove è stato eliminato al secondo turno dal Cruzeiro, dopo aver eliminato al primo turno il Santa Cruz.

## Palmarès

### Competizioni statali
- Campionato Potiguar: 1

2001